# 工学院大学短期大学部
工学院大学短期大学部（日语：／ Kōgakuin Daigaku Tanki Daigakubu *）是过去一所位于日本东京都新宿区的私立短期大学。

## 概要

### 简介
- 学校法人工学院大学经营之短期大学。工学院大学的源流即工手学校成立即1888年。工学院大学成立于1949年、短期大学为于1950年开办[1]、同时开始招収男女学生。以后招生到1954年[2]、停办于1957年[3]。招生定额是200名[4]

### 历史
- 1950年 工学院大学短期大学部成立并同时设置三个学科、以下列举。
  - 机械科第二部
  - 电机科第二部
  - 工业化学科第二部
- 1952年 建筑科第二部成立[4]。
- 1954年 最后一年招生、次年停止招生（正式停办于1957年2月26日[3]）。

## 学校环境
- 校区：在了东京都新宿区[注 1]

## 历任校长
- 野口尚一：就任短期大学校长从开办到停办[1]。

## 组织

### 学科
- 机械科第二部
- 电机科第二部
- 工业化学科第二部
- 建筑科第二部

### 专科
| - 没有 |

### 业余课程
| - 没有 |

## 相关链接
- 日本短期大学列表